# Коливас, Кон
Кон Коливас (англ. Con Kolivas) — австралийский анестезиолог, известный в Интернете за свой вклад в свободное программное обеспечение. В свободное от работы время он работал над ядром Linux и программой для майнинга криптовалюты CGMiner. Его вклад в Linux включает патчи в ядро, улучшающие производительность на десктопах и в особенности уменьшающие задержки во время операций ввода/вывода.

## Linux
Коливас больше всего известен работой над планировщиком процессора, в особенности над «справедливым планировщиком», вдохновившем Инго Молнара на разработку «полностью честного планировщика» в качестве замены для O(1) планировщика. Коливас также разработал несколько вариантов планировщиков процессора, таких как Staircase в 2004, Rotating Staircase Deadline и Staircase Deadline для решения проблем взаимодействия с пользователем на десктопах. Кроме того, он написал патч «предварительной выборки из свопа», позволявший процессам с выгруженными страницами памяти быстрее реагировать после бездействия операционной системы в течение некоторого времени. Множество его экспериментальных («-ck») патчей, таких как код планировщиков или механизма предварительной выборки так и не были включены в основную ветку ядра Linux.
В 2007 году Коливас объявил в рассылке, что он хотел бы прекратить участвовать в разработке ядра Linux. Обсуждая свои причины в интервью, он выразил разочарование в связи с аспектами процесса разработки основной ветки ядра, не уделяющими достаточного внимания интерактивности на десктопах. В дополнение к этому хакинг негативно сказывался на его здоровье, основной работе и семье.
Он также написал инструмент для тестирования производительности ConTest, который мог использоваться для сравнения производительности различных версий ядра.
31 августа 2009 года Коливас опубликовал новый планировщик под названием BFS (Brain Fuck Scheduler). Он был спроектирован для использования на десктопах и был очень простым (то есть он не мог нормально масштабироваться на машины с несколькими процессорными ядрами). Кон Коливас не хотел его слияния с основной веткой ядра. С тех пор он снова начал поддерживать набор патчей -ck.
13 июля 2011 года Коливас представил новую программу CGMiner, использовавшуюся для майнинга криптовалют, таких как Bitcoin и Litecoin.